# Chronologie de Tournai
Pour des articles plus généraux, voir Tournai et Histoire de Tournai.

Blason de la ville de Tournai

Cette chronologie de Tournai liste les évènements historiques de la ville francophone belge de  Tournai, située en Région wallonne.

## Antiquité
- 170-174: raids du peuple germanique des Chauques qui détruisent Tournai.

## Période mérovingienne
- 430 : Clodion s'installe à Tournai.
- 458 : Childéric Ier succède à son père Mérovée.
- 481 : Clovis succède à Childéric.
- 486 : Tournai perd son statut de capitale franque au profit de Soissons.
- 575 : Chilpéric Ier, en guerre contre Sigebert Ier, trouve refuge à Tournai.

## Période féodale
- 843 : Traité de Verdun, Tournai part dans la Francie Occidentale
- 880 : Pillage de la ville par les Normands.
- 1092 : Première Grande procession de reconnaissance à la Vierge pour avoir mis fin à la peste qui ravageait Tournai.
- 1146 : séparation de l'évêché de Tournai de celui de Noyon
- 1147 : Les patriciens érigent la ville en commune jurée.

## République communale
- 1188 : Première charte de Philippe Auguste accordant des privilèges à Tournai.
- 1211 : Seconde charte de Philippe Auguste.
- 1er octobre 1213 : Le Comte Ferrand prend la ville avec l'aide d'Otton de Brunswick.
- 27 juillet 1214 : Bataille de Bouvines, Tournai retour à la couronne de France.
- 1255 : Dédicace du chœur gothique de la cathédrale de Tournai.
- 1277 : Soulèvement de tisserands et d'autres gens de métiers, qui sont bannis de la ville.
- 1280 : Conspiration de tisserands, dont un des chefs est écartelé.
- 1340 : Siège par des troupes anglo-flamandes.
- 1349 : La Peste noire ravage Tournai.
- 6 février 1370 : Rétablissement des libertés communales.
- 1423 : Le collège des doyens et sous-doyens des métiers est créé.
- 1464 : lors de la restitution des villes de la Somme, Louis XI séjourne à Tournai en février 1464.
- 1477 : à la suite de la mort de Charles le Téméraire, l'armée royale occupe Tournai. Louis XI octroie quelques droits à la ville[1].

## Occupation anglaise
- 25 septembre 1513 : Entrée de Henri VIII.

## Période espagnole
- 1519 : François Ier rachète Tournai à Henri VIII.
- 3 décembre 1521 : capitulation mettant fin au siège des troupes espagnoles.
- 1525-1530: l'université de Tournai.
- 28 novembre 1531 : entrée solennelle de Charles-Quint à Tournai, où il tint un chapitre de l'ordre de la Toison d'or.
- 4 novembre 1549 : Pragmatique Sanction, Tournai fait partie intégrante des Pays-Bas espagnols.
- 23 août 1566 : mise à sac de la cathédrale par les iconoclastes.
- 30 novembre 1581 : capitulation de Tournai, défendue par Christine de Lalaing, assiégée par les troupes d'Alexandre Farnèse
- 1610 : construction d'une nouvelle Halle aux draps.
- 27 mai 1653 : découverte du tombeau de Childéric.

## Période française
- 25 juin 1667 : capitulation de Tournai face à l'armée française commandée par Louis XIV au cours de la Guerre de Dévolution.

## Période autrichienne
- 30 avril 1745 : début du siège de Tournai par une armée française sous les ordres du Maréchal de Saxe.
- 23 mai 1745 : Tournai se rend à l'armée française.
- 19 juin 1745 : fin de la résistance de la citadelle de Tournai.
- 5 janvier 1749 : à la suite du traité d'Aix-la-Chapelle (1748), les troupes françaises de Louis XV évacuent la ville.
- 7 août 1752 : Charles de Lorraine octroie à la fabrique de porcelaine de François Joseph Peterinck le titre de Manufacture impériale et royale.

## République et Empire français
- 8 novembre 1792 : les troupes françaises entrent dans Tournai, que l'armée autrichienne a évacué sans combat la nuit précédente.

- 12 novembre 1792 : nomination par acclamation d'une «administration provisoire» de la ville.

- 30-31 mars 1793 : départ des Français après leur défaite à la bataille de Neerwinden et retour des Autrichiens.

- 2-3 juillet 1794 : départ des Autrichiens après leur défaite à la bataille de Fleurus et retour des Français.

- 17 octobre 1797 : par le Traité de Campo Formio l'Autriche cède les Pays-Bas à la France et Tournai devient officiellement français.

- 1809 : installation de l'administration communale dans l'ancien Palais de Saint-Martin.

## Royaume uni des Pays-Bas
- 1822 : Démolition de l'église Saint-Pierre et du puits de la Grand-Place.
- 1824 : Inauguration de la Salle des Concerts, construite par Bruno Renard.

## Période belge

### XIXesiècle
- 1840 : construction d'une première gare de chemin de fer au quai de l'Arsenal
- 23 octobre 1842 : arrivée du premier train à Tournai
- 1865 : démolition de l'enceinte de Tournai
- 1869 : démantèlement de la citadelle de Tournai
- 1879 : construction de la gare actuelle
- 19 mai 1881 : effondrement de la Halle aux Draps

### XXesiècle
- 16-22 mai 1940 : Bombardements de la ville encombrée de réfugiés par l'aviation allemande.
- 2-3 septembre 1944 : Libération de la ville.
- 19 mai 1940 : Les troupes britanniques font sauter les ponts de Tournai pour retarder l'avance allemande.
- 1948 : Reconstruction du Pont à trou
- 1957 : Reconstruction de la cathédrale Notre-Dame de tournai .